# 輪到你了
《輪到你了》（日语：／ Anata no Ban desu */?）是一部日本懸疑電視劇，於2019年4月14日起於日本電視台周日連續劇時段播出。本劇企劃和原案者為秋元康，由原田知世與田中圭雙主演，並有超過30人共演，2019年9月8日播出沿最終章。
為了開展海外市場，本劇連續兩季播出。到6月16日播出的第10話為止為第1章，23日播出「特別編」，30日播出的第11話作為第2章「反擊編」的開始。本劇亦是自1994年10月《內衣教父》播出後，25年來再次以連續兩季播出的日劇。台灣KKTV同步播出。
關鍵標語為『〈第1章〉』（每周死一个 第一章）、『〈第2章・反撃編〉』（被杀之前告发 第二章·反击篇）。
與日本無線電視播出聯動，製作了名为《房门之内》（扉の向こう）的短劇，Hulu獨家播放。以各戶居民為主人公，描绘日常和家庭的情况。
「輪到你了 劇場版」2021年12月公開預定。電影拍攝期為2020年年末到2021年1月。
故事設定為菜奈和翔太搬家到「キウンクエ蔵前」公寓的那天，如果出席居民會的不是菜奈而是翔太的話…？然後，如果那個「交換殺人遊戲」沒有開始的話…？

## 故事簡介

### 第1章（第1話 - 第10話）
兩位年龄相差很多的情侣——手塚菜奈和手塚翔太对外宣称是新婚夫妇，他们购买了公寓的一个房间，开始了同居生活。搬家工作告一段落，公寓的居民要求每月出席一次例行的居民会，菜奈决定出席居民会，在居民们的兴趣下开始讨论议题。
在居民会后的欢谈时间里，管理员床島比呂志说道“谁都有想要杀掉一個人的瞬间吧”，其他居民也乘着这个话题说了起来。之后菜奈告诉大家「在发生杀人案件时，警察会首先调查有动机的人，所以很快就能逮捕罪犯」。于是，出现了有动机的人之间的交换杀人的说法，居民们也像抽签一样，半开玩笑地把想杀的人的名字写在纸上，此時他們並沒意識到「交换杀人游戏」开始了。
當居民会结束后，在房间里发现了一把陌生的钥匙，翔太给床島打了电话。这时从阳台上传来了铃声，战战兢兢地拉开窗帘，看到了倒吊在空中的床島，床島从屋顶上坠落死亡。然后在公寓的公告栏上贴着一张小纸条，上面写着“管理员先生” ，告诉人们《交换杀人游戏》真的开始了。
山際祐太郎（Dr.山际）头部以外的地方被土掩埋，指纹被烧毁的状态下被杀害（2話）。田中政雄因煤气爆炸事故而死亡（3話）。赤池美里・吾郎夫妻在生日宴会上被斩首（4話）。在时代剧的拍摄休息中，袴田吉彦被穿着蒙面装的3人组用球棒击毙（5話）。在丈夫俊明的高尔夫背包上只发现了一只截断的兒嶋佳世的右脚（6話）。浮田啓輔在西尾市店里的厕所里被勒死（7話）。菜奈的丈夫細川朝男从电梯上坠落身亡（8話）。田宫的前部下甲野貴文被人杀害身亡（9話）。
菜奈和翔太互相推理，猜测402号房的榎本早苗可疑，翔太揭开了402号房的秘密。暴走的早苗打算杀死菜奈，不过，她的亲生儿子榎本總一用生命阻止了早苗的暴走，最終早苗被逮捕。但是竟然最終(10話) ，菜奈還是被真兇暗死身亡。

### 第2章・反撃篇（第11話 - 第20話）
第一章中杀死住在302室的手塚翔太挚爱的妻子的凶手仍在犯案，为了查清案件的全貌，他与202室的黑島沙和和新搬進304室的二階堂忍一起，在忍研发的AI帮助下，尝试揭开案件真相。
第11集中，与黑岛上同一所大学的二阶堂忍新搬到304号房间。他正在研究AI，听说AI有时会用来找出凶手，于是翔太借助忍和AI的力量，试图揭露案件的真相。
早苗暴走事件后，总一和叔母榎本Sanderson正子再次在402号房间生活。
从居民那里搜集情报的翔太和忍，从欣怡口中得知管理员蓬田把三楼的钥匙交给了木下，翔太从蓬田口中听说了这件事。此时，偷出了401号房间备用钥匙的翔太，与忍、黑岛、蓬田一起前往木下的房间401号房。她的房间深处有关于之前发生的交换杀人的消息，回到房间的木下毫不在意地对翔太等人露出了无畏的笑容。
在第12集中，翔太等人得知木下也在私下调查，收集有关交换杀人的信息。翔太借助木下秘密收集的垃圾（木下本人称之为资料），加快完成忍的AI。之后，忍的AI弹出了“罪犯是医生藤井”的答案，于是翔太走向了藤井的房间。翔太在藤井的房间深处发现了大量的药物，却被藏在那里的袴田吉彦杀害者中的两个非法滞留者抓住了。
另外，儿嶋佳代的丈夫俊明再次入住102号房间。
在第13集中，两名非法滞留者差点将翔太带出公寓，碰巧碰上的忍帮助了翔太。
之后，去久住住院的医院探病的翔太在那里遇到了和浮田一起生活的柿沼和爱梨二人。翔太从柿沼那里听到，浮田被杀害时脸上带着微笑，想起了赤池夫妇、菜奈的尸体也面带微笑的事。翔太和忍开始怀疑杀害赤池夫妇、浮田、菜奈的凶手是不是同一个人。
之后的临时居民会上，新居民南雅和入住公寓。
在第14集中，AI得出了“杀害赤池夫婦、浮田、菜奈的凶手是同一个人，那个凶手有可能是榎本总一? ”的结果。夏日祭典的夜晚，原居民北川空和榎本总一两个人一起来到了祭典，但总一把小空诱入荒无人烟的地方，想勒死小空。在千钧一发之际，翔太、忍、南三人阻止，事件未遂。同一时间，黑岛在接到早川教授的电话后，在车站站台等电车时，不知被谁从背后推落到了铁轨上。
在第15集中，黑岛勉强保住了性命。在居民会上，南表示自己的真实身份是艺人“南Southern Cross”。另外，警视厅刑警神谷将人最终因为隐瞒自己在两年前的事件中盗用调查情报收取金钱、在本次事件中存在交换杀人游戏等事实而受到了谨慎处分。神谷自己展开调查，从榎本早苗那里得知了她在交换杀人游戏中写下原管理人床岛的名字的事情。之后，翔太在赤池的钱包里发现了写有“兒嶋佳世”的纸张。此外，在佐野经过的肉类加工厂的冷冻库中，找到了原来只找到右脚的兒嶋佳世的尸体。神谷从搜集到的情报中找到了可能杀害菜奈的凶手，约定和翔太见面。接到神谷的通知后，翔太急忙去见神谷，但在约定地点的他和菜奈等人一样，面带微笑被杀害了。
在第16集中，翔太和忍认为一系列谋杀的凶手可能是黑岛的跟踪狂内山达生。水城也从各种各样的地方得到情报，得出内山可疑的结论后，三人来到了内山居住的公寓。面对挑衅3人的内山，水城打开门，门上的装置启动，3支飞镖箭射进了内山的胸口。内山大喊“正中红心！”然后死了。内山断气的同时，电脑里开始播放轻快的音乐。
在第17集中，從內山的電腦上播放的影片得知，有七人被他殺害：赤池夫婦，浮田啟輔，兒嶋佳世，甲野貴文，手塚菜奈和神谷將人。但憤怒的翔太和二階堂懷疑這一連串的“笑臉”謀殺案除了內山之外，還有其他犯人。此外，水城告訴翔太，警方調查發現，在內山的家中發現了大量的“笑氣瓦斯（一種麻醉藥）”。此外，翔太也懷疑301號房的尾野幹葉和103號房的田宮淳一郎等公寓的居民中仍有兇手。之後，二階堂從尾野那得知，她知道殺死菜奈的罪魁禍首，二階堂進到在尾野房間裡並喝下了被下藥的茶。二階堂在模糊的意思中似乎聽到“黑島是殺死菜奈的罪魁禍首”的聲音。此外，南進到田宮家中並用菜刀威脅田宮，質問他以前是否殺了人。

## 登場角色

### 公寓居民
| 克溫奎藏前（Chiunque Kuramae） | 克溫奎藏前（Chiunque Kuramae） | 克溫奎藏前（Chiunque Kuramae） | 克溫奎藏前（Chiunque Kuramae）                                             |
| 房號                           | 演員                           | 飾演角色（年齡）               | 簡介                                                                       |
| ------------------------------ | ------------------------------ | ------------------------------ | -------------------------------------------------------------------------- |
| 不適用                         | 竹中直人                       | 床島比呂志（60）               | 公寓前管理人。①                                                            |
| 不適用                         | 前原滉                         | 蓬田蓮太郎（25）               | 公寓新管理人。                                                             |
| 101室                          | 袴田吉彥                       | 久住讓（45）                   | 單身，升降機技術員。                                                       |
| 102室                          | 片岡禮子                       | 兒嶋佳世（42）                 | 曾为英语口语教师。喜歡小孩，后於家中開設兒童英語會話教室。⑥                |
| 102室                          | 坪倉由幸（我家）               | 兒嶋俊明（45）                 | 地圖公司職員。与妻子兒嶋佳世长期未能生育。                                 |
| 103室                          | 生瀨勝久                       | 田宮淳一郎（58）               | 提前退休的前銀行精英職員，不懂變通。热衷戏剧表演。                         |
| 103室                          | 長野里美                       | 田宫君子（55）                 | 田宮淳一郎的妻子。                                                         |
| 104室                          | 三倉佳奈                       | 石崎洋子（35）                 | 家庭主婦。对个人及家庭发展有详细规划。後因殺人遊戲特地學習防身術。         |
| 104室                          | 林泰文                         | 石崎健二（39）                 | 區役所職員。                                                               |
| 104室                          | 田村海優                       | 石崎文代（9）                  | 小學三年級生。                                                             |
| 104室                          | 大野琉功                       | 石崎一男（6）                  | 小學一年級生。                                                             |
| 201室                          | 田中要次                       | 浮田啓輔（55）                 | 暴力團成員。以偷窃农产品为生。⑦                                            |
| 201室                          | 大友花戀                       | 妹尾愛梨（21）                 | 於男士美容院工作。為浮田啓輔養女般的存在。                                 |
| 201室                          | 中尾暢樹                       | 柿沼遼（21）                   | 浮田的部下，愛梨的戀人。                                                   |
| 202室                          | 西野七瀨                       | 黑島沙和（21）                 | 國際理工大學理學部數學科三年級女學生，起初身上常有被前男友打傷的傷口。     |
| 203室                          | 金澤美穗                       | 林欣怡（22）                   | 中國留學生，於不丹餐館兼職。                                               |
| 203室                          | 井阪郁巳                       | 阮強（21）                     | 越南人，非法居留。欣怡的戀人。                                             |
| 203室                          | Barbet                         | 伊克巴爾（45）                 | 孟加拉人，软件工程师。                                                     |
| 204室                          | 和田聰宏                       | 西村淳（38）                   | 單身，小規模餐飲連鎖經營公司總裁。                                         |
| 301室                          | 奈緒                           | 尾野幹葉（25）                 | 單身，有機蔬菜送貨服務公司職員。                                           |
| 302室                          | 原田知世                       | 手塚菜奈（49）                 | 翔太的同居女友。運動服設計師。喜歡推理小說。說謊時會不自覺交錯手指。⑩      |
| 302室                          | 田中圭                         | 手塚翔太（34）                 | 菜奈的同居男友。健身教練。喜歡看推理漫畫。說謊時會不自覺撓腋下。           |
| 303室                          | 空室                           | 空室                           | 空室                                                                       |
| 304室                          | 真飛聖                         | 北川澄香（42）                 | 單親母親，电台主播。                                                       |
| 304室                          | 田中レイ                       | 北川空（5）                    | 保育園兒童。由於母親繁忙，經常一個人遊玩。                                 |
| 304室                          | 橫濱流星                       | 二階堂忍（25）                 | 304室新住客，國際理工大學工學部研究生，鑽研AI人工智能。                    |
| 401室                          | 山田真步                       | 木下茜（38）                   | 單身。作家。负责公寓垃圾分类。常通过翻找其他住戶丟棄的垃圾窥视他們的生活。 |
| 402室                          | 木村多江                       | 榎本早苗（45）                 | 全職家庭主婦。居民協會會長。                                               |
| 402室                          | 阪田雅信                       | 榎本正志（48）                 | 警視廳墨田署生活安全課課長。榎本早苗的丈夫。                               |
| 402室                          | 荒木飛羽                       | 榎本總一（14）                 | 榎本正志和早苗的兒子。                                                     |
| 402室                          | 池津祥子                       | 榎本Sanderson正子（45）        | 榎本正志的妹妹。榎本夫婦被捕後入住402室照顧總一。                          |
| 403室                          | 片桐仁                         | 藤井淳史（43）                 | 單身。東央大學附屬醫院整形外科醫生。                                       |
| 404室                          | 小池亮介                       | 江藤祐樹（23）                 | 單身。IT公司职员。                                                         |
| 501室                          | 安藤政信                       | 佐野豪（42）                   | 神秘男子。經常在樓梯運送大型物件。                                         |
| 502室                          | 峯村理惠                       | 赤池美里（50）                 | 全職家庭主婦。④                                                            |
| 502室                          | 德井優                         | 赤池吾朗（52）                 | 美里的丈夫。於貿易公司工作。④                                              |
| 502室                          | 大方斐紗子                     | 赤池幸子（78）                 | 美里的婆婆。需要在輪椅上生活。                                             |
| 502室                          | 田中哲司                       | 南雅和（50）                   | 502室新住客。凶宅體驗搞笑藝人。                                            |

### 公寓以外的人物
| 演員       | 飾演角色（年齡） | 簡介                                                                         |
| ---------- | ---------------- | ---------------------------------------------------------------------------- |
| 水石亞飛夢 | 波止陽樹（21）   | 立慶大學三年級學生，死前為黑島沙和男友。                                     |
| 淺香航大   | 神谷將人（26）   | 警視廳墨田署刑事。╳                                                          |
| 皆川猿時   | 水城洋司（48）   | 警視廳墨田署刑事。                                                           |
| 野間口徹   | 細川朝男（45）   | 菜奈以前工作設計事務所的社長。菜奈的現任丈夫，分居中。⑧                      |
| 筧美和子   | 櫻木琉璃（25）   | 東央大學附屬醫院整形外科護士。                                               |
| 森岡豊     | 山際祐太郎（43） | 以「Dr.山際」的名義作為評論員而活動的醫生。藤井大學時代的同學。②             |
| 名倉右喬   | 多爾基（48）     | 真名「田中政雄」。欣怡在打工的不丹餐館的店長。③                              |
| 袴田吉彥   | 袴田吉彥（46）   | 與久住讓樣貌極相似的著名演員。⑤                                              |
| 鈴木勝大   | 甲野貴文（26）   | 田宮淳一郎在職期間的部下。⑨                                                  |
| 入山法子   | 舞島亞矢子（30） | 護士。曾入住303室。                                                          |
| 笠原秀幸   | 佐伯良樹（33）   | 遊戲開發人員，舞島亞矢子的未婚夫，曾入住303室。                              |
| 大内田悠平 | 內山達生（21）   | 國際理工大學工學部醫療工學科三年級學生。高中時就與黑島沙和認識。             |
| 阿久澤菜菜 | 東               | 劇團「滿員on禮」的看板女演員。田宮淳一郎的外遇對象。                         |
| 右近良之   | 黑島太一         | 黑島沙和的父親。                                                             |
| 土井きよ美 | 黑島直美         | 黑島沙和的母親。                                                             |
| 丸山澪     | 南穗香（8）      | 南雅和的女兒。五年前在高知縣香南市被殺害。                                   |
| 大澄賢也   | 吉村             | 床島與西村的雀友。                                                           |
| 池岡亮介   | 松井瑛士（22）   | 高知香南大學医學部医學科五年級生。黑島沙和高中時的家庭教師。三年前溺水身亡。 |

## 幕後人員
- 企劃、原案 - 秋元康
- 劇本 - 福原充則（日语：福原充則）、高野水登（特別編&番外編）
- 音樂 - 林友樹、橘麻美
- 主題曲 
  - Aimer「STAND-ALONE」（4月期）※在7月期中仍在下回預告時播放。[8]
  - 手塚翔太（7月期）※以插曲形式在劇中播出。[9]
- 導演 - 佐久間紀佳、小室直子、中茎 強（AXON）
- 製作人 - 池田健司、鈴間廣枝、松山雅則（Total Media Communication）
- 製作協力 - Total Media Communication
- 製作 - 日本電視台

## 放送日程
| 集數                                                   | 播出日期 | 副標題 | 標題   | 導演       | 收視率 |
| 第一章                                                 | 第一章   | 第一章 | 第一章 | 第一章     | 第一章 |
| ------------------------------------------------------ | -------- | ------ | ------ | ---------- | ------ |
| 1                                                      | 4月14日  |        |        | 佐久間紀佳 | 8.3%   |
| 2                                                      | 4月21日  |        |        | 佐久間紀佳 | 6.5%   |
| 3                                                      | 4月28日  |        |        | 佐久間紀佳 | 6.4%   |
| 4                                                      | 5月5日   |        |        | 小室直子   | 7.1%   |
| 5                                                      | 5月12日  |        |        | 小室直子   | 6.5%   |
| 6                                                      | 5月19日  |        |        | 佐久間紀佳 | 6.3%   |
| 7                                                      | 5月26日  |        |        | 中茎強     | 6.4%   |
| 8                                                      | 6月2日   |        |        | 佐久間紀佳 | 6.7%   |
| 9                                                      | 6月9日   |        |        | 小室直子   | 8.0%   |
| 10                                                     | 6月16日  |        |        | 佐久間紀佳 | 7.9%   |
|                                                        |          |        |        |            |        |
|                                                        | 6月23日  |        |        | 小室直子   | 8.1%   |
| 第二章・                                               |          |        |        |            |        |
| 11                                                     | 6月30日  |        |        | 佐久間紀佳 | 9.2%   |
| 12                                                     | 7月7日   |        |        | 中茎強     | 9.2%   |
| 13                                                     | 7月14日  |        |        | 小室直子   | 10.9%  |
| 14                                                     | 7月28日  |        |        | 佐久間紀佳 | 9.5%   |
| 15                                                     | 8月4日   |        |        | 小室直子   | 10.2%  |
| 16                                                     | 8月11日  |        |        | 中茎強     | 10.2%  |
| 17                                                     | 8月18日  |        |        | 内田秀実   | 11.0%  |
| 18                                                     | 8月25日  |        |        | 佐久間紀佳 | 13.0%  |
| 19                                                     | 9月1日   |        |        | 小室直子   | 12.3%  |
| 最終話                                                 | 9月8日   |        |        | 佐久間紀佳 | 19.4%  |
| 平均收視率9.3%（收視率由Video Research於關東地區統計） |          |        |        |            |        |

## 『房門之內』短劇
以《房門之內》（扉の向こう）為題，以各自的住戶為主人公，製作了描寫日常生活和家庭情况的短劇，與地上波播放聯動，在Hulu獨家發佈。除了第1集和特別篇以外，每集都開啟一個房間。
| 配信日期 | 正劇集數 | 房間號碼 | 主角           | 其他主要登場人物                               |
| -------- | -------- | -------- | -------------- | ---------------------------------------------- |
| 4月21日  | 第2集    | 403號室  | 藤井淳史       | 櫻木琉璃                                       |
| 4月28日  | 第3集    | 502號室  | 赤池吾朗       | 赤池幸子、赤池美里                             |
| 5月 5日  | 第4集    | 304號室  | 北川空         | 北川澄香、北川空、兒嶋佳世                     |
| 5月12日  | 第5集    | 102號室  | 兒嶋佳世       | 兒嶋俊明、北川澄香、北川空、石崎文代、石崎一男 |
| 5月19日  | 第6集    | 201號室  | 浮田啓輔       | 柿沼遼、妹尾愛梨                               |
| 5月26日  | 第7集    | 101號室  | 久住讓         | 藤井淳史                                       |
| 6月 2日  | 第8集    | 104號室  | 石崎洋子       | 石崎健二、石崎一男、石崎文代                   |
| 6月 9日  | 第9集    | 301號室  | 尾野幹葉       | 手塚翔太、手塚菜奈、舞島亞矢子、佐伯良樹       |
| 6月16日  | 第10集   | 402號室  | 榎本早苗       | 榎本正志、榎本總一、舞島亞矢子                 |
| 6月30日  | 第11集   | 203號室  | 林欣怡         | 強、伊克巴爾                                   |
| 7月 7日  | 第12集   | 401號室  | 木下茜         |                                                |
| 7月14日  | 第13集   | 202號室  | 黑島沙和       | 波止陽樹                                       |
| 7月28日  | 第14集   | 404號室  | 江藤祐樹       | 木下茜、赤池幸子、赤池美里                     |
| 8月 4日  | 第15集   | 304號室  | 二階堂忍       | 二階堂万里子(忍的母親)、手塚翔太               |
| 8月11日  | 第16集   | 204號室  | 西村淳         | 妹尾愛梨、柿沼遼、林欣怡、南雅和               |
| 8月18日  | 第17集   | 502號室  | 南雅和         | 南穂香                                         |
| 8月25日  | 第18集   | 501號室  | 本山幹子(鱷魚) | 佐野豪                                         |
| 9月1日   | 第19集   | 103號室  | 田宮君子       | 田宮淳一郎、手塚翔太、甲野貴文                 |

| 配信日期 | 集數           | 主角     | 其他主要登場人物                               | 備注                   |
| -------- | -------------- | -------- | ---------------------------------------------- | ---------------------- |
| 9月8 日  | 過去的門・前編 | 黑島沙和 | 手塚翔太、南雅和、二階堂忍、内山達生           | 最後一集播映完畢后播放 |
| 9月15日  | 過去的門・后編 | 黑島沙和 | 手塚翔太、南雅和、二階堂忍、内山達生、榎本總一 | 最終話                 |

## 細節

### 剧中出现的推理小说
- 家鸭与野鸭的投币式寄物柜（日語，伊坂幸太郎）
- （日語，堂场瞬一）
- 死亡的沙漏（日語，鸟饲否宇）
- 放学后的侦探队（日語，仓知淳）
- 漂流严流岛（日語，高井忍）
- （日語，芦辺拓）
- （英語，エラリー・クイーン（Ellery Queen） 埃勒里·奎因）
- （英語，D.M. ディヴァイン（David McDonald Devine））
- （英語，Dame Daphne du Maurier）
- 名侦探和蔷薇（日語，城平京）
- （日語，黑川博行）
- （日語，黑川博行）
- （日語，津原泰水）
- （英語，阿加莎·克里斯蒂）
- 退职刑事1（日語，都筑道夫）
- 明日之空（日語，贯井德郎）
- （英語，内维尔·舒特（Nevil Shute)）
- （日語，久住四季）
- （日語，户田义长）
- 摩天楼的怪人（日語，岛田庄司）
- 冰冻之岛（日語，近藤史惠）
- （英語，D.M. ディヴァイン（David McDonald Devine））
- 光与影的诱惑（日語，贯井德郎）
- （日語，倉知淳）
- （日語，倉知淳）
- 钟表馆事件（日語，绫辻行人）
- 死了七次的男人（日語，西泽保彦）
- 杀戮之病（日語，我孙子武丸）
- 占星术杀人魔法（日語，岛田庄司）
- （英語，エドガー・アラン・ポー（Edgar Allan Poe） 埃德加·爱伦·坡）
- （英語，エドガー・アラン・ポー（Edgar Allan Poe） 埃德加·爱伦·坡）
- （英語，エラリー・クイーン（Ellery Queen） 埃勒里·奎因）
- （英語，キャロル・オコンネル（Carol O'connell））
- （英語，カーター・ディクスン（John Dickson Carr，Carter Dickson 是其中一个笔名））
- （英語，イーデン・フィルポッツ（Eden Phillpotts））
- （英語，ウィリアム・アイリッシュ（William Irish，本名 Cornell George Hopley-Woolrich））
- （英語，ジョン・ディクスン・カー（John Dickson Carr））
- （英語，S・S・ヴァン・ダイン（S. S. Van Dine，本名 Willard Huntington Wright））
- （英語，ウィリアム・アイリッシュ（William Irish，本名 Cornell George Hopley-Woolrich））
- （英語，ウィリアム・アイリッシュ（William Irish，本名 Cornell George Hopley-Woolrich））

## 電影
2021年12月公開。和電視劇一樣，由原田知世與田中圭雙主演。

## 外部連結
- 輪到你了的官方網站（日語）
- 輪到你了 劇場版的官方網站（日語）
  - 輪到你了的Instagram帳戶（日語）
  - 輪到你了的X（前Twitter）（日語）
  - てづかしょうた的Instagram帳戶（日語）(2020.08.20關閉)
  - てづかしょうた的Instagram帳戶（日語）(2021.03.10 - )

| 日本電視台 週日連續劇                                            | 日本電視台 週日連續劇                                  | 日本電視台 週日連續劇 |
| ---------------------------------------------------------------- | ------------------------------------------------------ | --------------------- |
|                                                                  | 輪到你了 （2019.04.14 - 2019.09.08）                   |                       |
| 3年A班－從此刻起，大家都是我的人質－ （2019.01.06 - 2019.03.10） | Nippon Noir～刑警Y的反亂～ （2019.10.13 - 2019.12.15） |                       |